# Raión de Boguchar
El raión de Boguchar (ruso: Богуча́рский райо́н) es un distrito administrativo y municipal (raión) ruso perteneciente a la óblast de Vorónezh. Se ubica en el sur de la óblast. Su capital es Boguchar.
En 2021, el raión tenía una población de 38 087 habitantes.
El raión es limítrofe al sur con la óblast de Rostov.

## Subdivisiones
Comprende la ciudad de Boguchar (la capital, que forma un ayuntamiento urbano sin pedanías) y 49 localidades rurales, estas últimas agrupadas en los siguientes trece asentamientos rurales:
- Dyachenkovo
- Zalimán
- Lipchanka
- Lugovoye
- Miódovo (con capital en Dubrava)
- Monastýrshchina
- "Pervomaiski" (con capital en Lebedinka)
- Podkolódnovka
- Popovka
- Radchenskoye
- Sujói Donets
- Tverdojlébovka
- Filónovo